# Thetidia amurensis
Thetidia amurensis là một loài bướm đêm trong họ Geometridae.